# Kedunggubah
Kedunggubah is een bestuurslaag in het regentschap Purworejo van de provincie Midden-Java, Indonesië. Kedunggubah telt 911 inwoners (volkstelling 2010).